# Batavierenrace

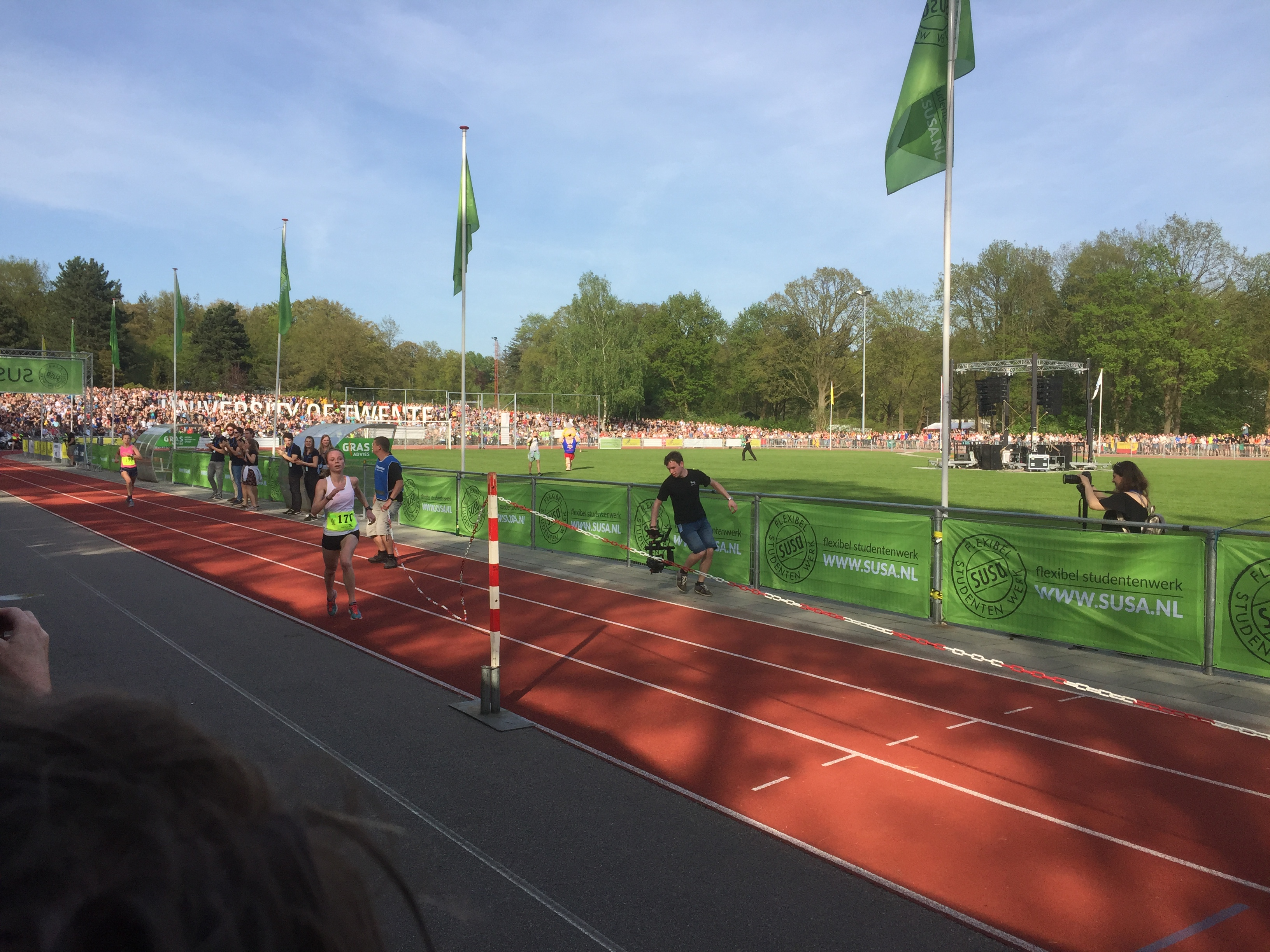
Finish op de Utrack 46e Batavierenrace (2018)

De Batavierenrace is een estafette voor studenten over ruim 175 km in 25 etappes van Nijmegen via Duitsland en de Achterhoek naar de campus van de Universiteit Twente. De Batavierenrace is met 8509 deelnemers (28 april 2012) volgens Guinness Book of Records 's werelds grootste estafetteloop.
Dit grootste studentensportevenement van Nederland vindt jaarlijks eind april of begin mei plaats. De start was aanvankelijk steevast in de nacht van vrijdag op zaterdag om 00:00 uur, maar werd vanaf 2017 met anderhalf uur vervroegd, omdat er in de binnenstad van Nijmegen werd gestart. De eerste etappe loopt naar de Radboud Universiteit. Er zijn herstarts in Ulft, Barchem en op de Oude Markt te Enschede. De finish is op de UTrack van de Universiteit Twente, de laatste etappe start sinds 2005 in de binnenstad van Enschede. Na afloop vindt het grootste studentenfeest van de Benelux plaats op de campus van de Universiteit Twente. In 2020 en 2021 werd er vanwege de coronacrisis een online race georganiseerd.

## Ontstaan
In 1972 kwamen vijf Nijmeegse studenten zó enthousiast terug van de (oorspronkelijke) Solastafette in Zweden, dat ze een dergelijk evenement ook in Nederland wilden organiseren. In navolging van de Batavieren, die in 50 vóór Christus op vlotten de Rijn afzakten, werd voor de Batavierenrace dezelfde route gekozen: van Nijmegen naar Rotterdam. In 1973 namen zo'n 600 studenten deel aan de eerste Batavierenrace. Aan deze eerste race dankt de Batavierenrace haar naam, maar vanwege infrastructurele problemen is het traject verplaatst. Sinds 1974 lopen de atleten vanaf het Universitair Sportcentrum Nijmegen, via Duitsland en de Achterhoek naar de campus van de Universiteit Twente. Op enkele wijzigingen na is de route vanaf 1974 vrijwel gelijk gebleven. De herstart in Boekelo is verplaatst naar Enschede en in 2011 vond er voor het eerst een herstart plaats in Ulft in plaats van Dinxperlo. In 2017 werd als lustrumstunt een eerste etappe vanaf het centrum van Nijmegen toegevoegd, die zo succesvol was dat hij in 2018 werd herhaald. De prijs voor het winnende team, een houten Zweeds paard, herinnert nog aan de SOLA-estafette.

## Afgelastingen
In de historie is het vier keer voorgekomen dat de Batavierenrace niet door kon gaan. De 29e Batavierenrace in 2001 ging niet door vanwege de MKZ-crisis. Het aansluitende Batavierenfeest is toen wel doorgegaan. In 2020 en 2021 zijn de 48e en 49e edities vroegtijdig afgelast vanwege de coronacrisis. Bij de 48e editie is het Batavierenfeest niet doorgegaan, tijdens de 49e editie is er een online feest georganiseerd. De 53e editie van 2025 is vroegtijdig afgelast omdat er geen nieuw bestuur kon worden gevonden om de race te organiseren. Tevens waren strengere veiligheids- en duurzaamheidseisen om het evenement te mogen organiseren een factor in de afgelasting van de 53e editie.. In januari 2025 werd er alsnog een bestuur gevonden, waardoor de 53e editie toch door kon gaan, zij het in afgeslankte vorm. Het bestuur bestond namelijk uit slechts één persoon (Thijmen Bartels). De capaciteit van de race, die normaal tussen de 7000 en 8500 deelnemers is, werd beperkt tot 1750. Op 9 en 10 mei 2025 vond de 53e editie van de race plaats. Het aansluitende feest kon ook doorgaan in afgeslankte vorm en vond plaats in een sporthal van het Sportscentrum (waar dat normaal op het festivalterrein op de UT plaatsvindt).

## Fotogalerij

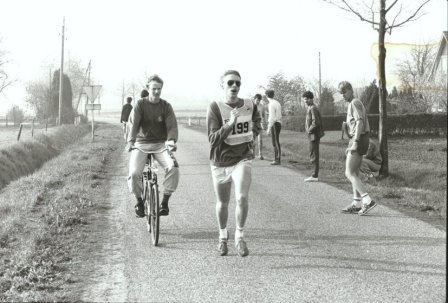
Batavierenrace in 1976 (1)
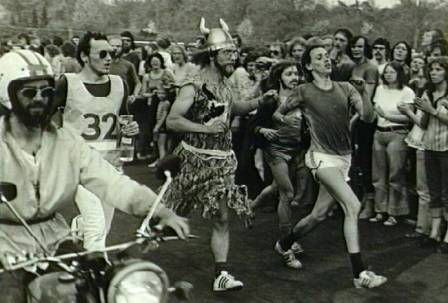
Batavierenrace in 1976 (2)
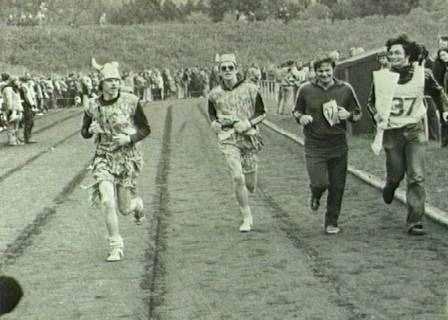
Batavierenrace in 1976 (3)
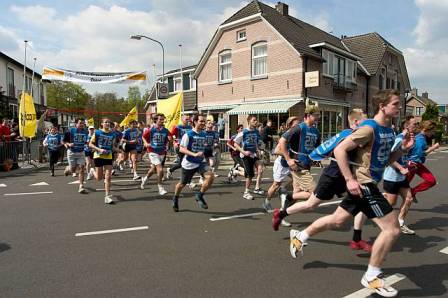
Batavierenrace in 2004
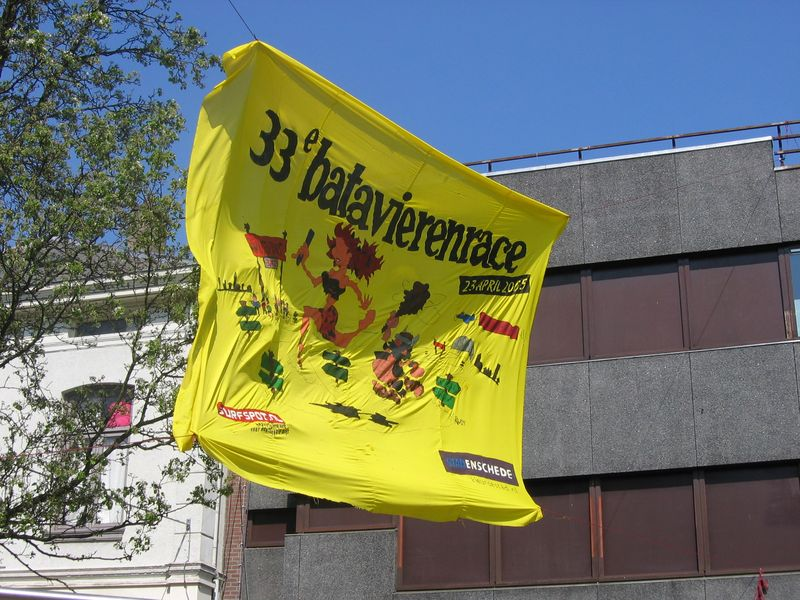
Spandoek 33e Batavierenrace (2005)
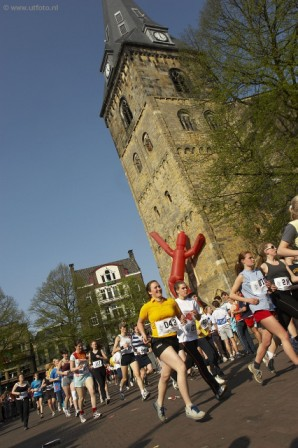
Aankomst op de Oude Markt in Enschede (2005)
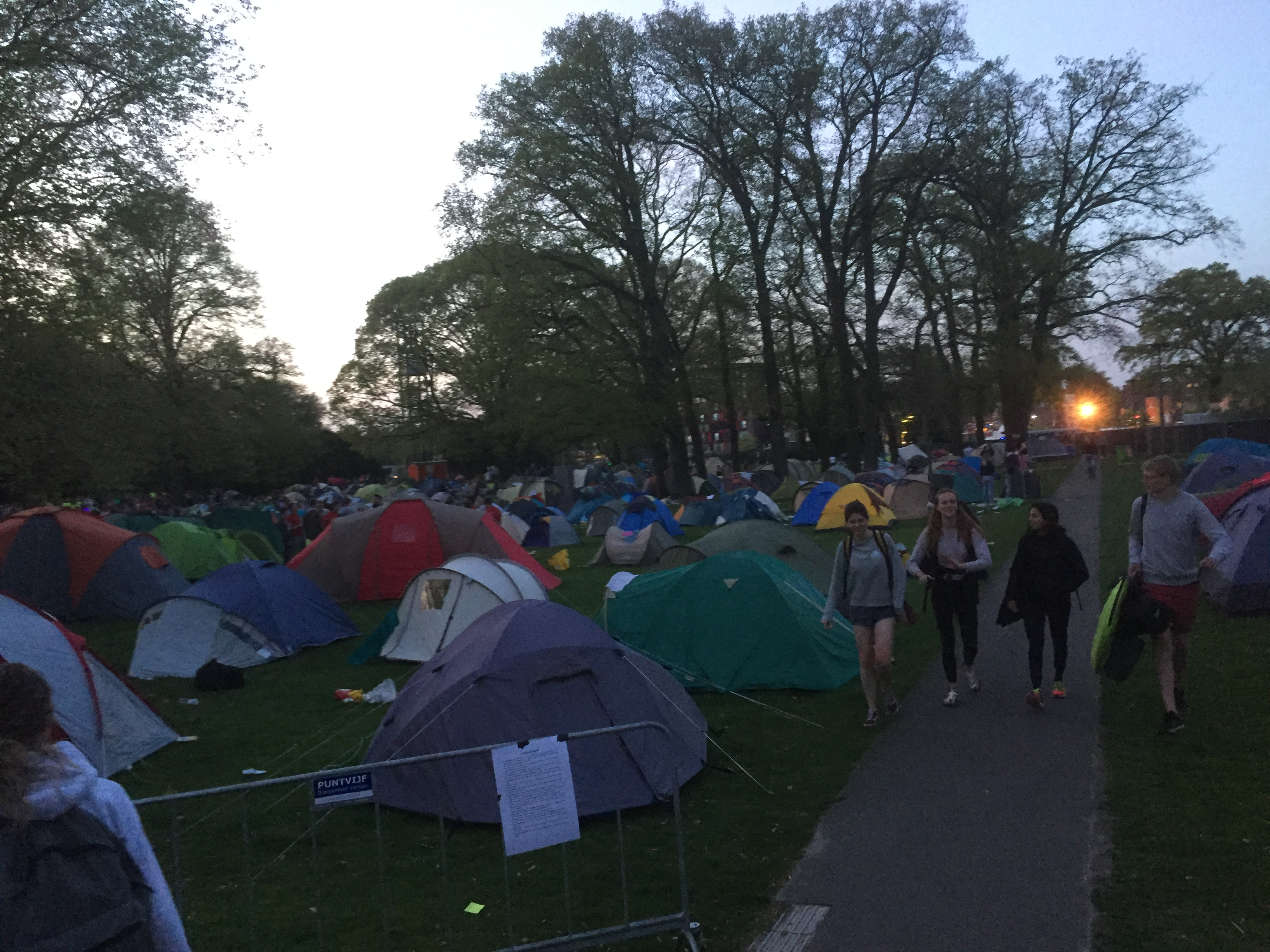
Carillon camping Batavierenrace in 2018